# Condado de Bucks
El condado de Bucks (en inglés: Bucks County), fundado en 1771, es uno de 67 condados del estado estadounidense de Pensilvania. En el año 2010 tenía una población de 625.249 habitantes con una densidad poblacional de 380 personas por km². La sede del condado es Doylestown.

## Geografía
Según la Oficina del Censo, el condado tiene un área total de 1611 km² (622 mi²), de la cual 1572 km² (606,9 mi²) es tierra y 8 km² (3,1 mi²) (0.28%) es agua.

### Condados adyacentes
- Condado de Lehigh (noroeste)
- Condado de Northampton (norte)
- Condado de Warren, Nueva Jersey (noreste)
- Condado de Hunterdon, Nueva Jersey (noreste)
- Condado de Mercer, Nueva Jersey (east)
- Condado de Burlington, Nueva Jersey (sureste)
- Condado de Filadelfia (sur)
- Condado de Montgomery (oeste)

## Demografía
En el censo de 2000, hubo 597,635 personas, 218,725 hogares, y 160,981 familias residiendo en el condado. La densidad poblacional era de 380 por km². En el 2000 había 225,498 unidades unifamiliares en una densidad de 143 km² (55,2 mi²). La demografía del condado era de 90.01% blancos, 4.08% afroamericanos, 0.14% amerindios, 3.10% asiáticos, 0.04% isleños del Pacífico, 0.90% de otras razas y 1.09% de dos o más razas. 3.16% de la población era de origen hispano o latino de cualquier raza.

## Localidades

### Boroughs
Bristol |
Chalfont |
Doylestown |
Dublin |
Hulmeville |
Ivyland |
Langhorne |
Langhorne Manor |
Morrisville |
New Britain |
New Hope |
Newtown |
Penndel |
Perkasie |
Quakertown |
Richlandtown |
Riegelsville |
Sellersville |
Silverdale |
Telford‡ |
Trumbauersville |
Tullytown |
Yardley 

### Municipios
Bedminster |
Bensalem |
Bridgeton |
Bristol |
Buckingham |
Doylestown |
Durham |
East Rockhill |
Falls |
Haycock |
Hilltown |
Lower Makefield |
Lower Southampton |
Middletown |
Milford |
New Britain |
Newtown |
Nockamixon |
Northampton |
Plumstead |
Richland |
Solebury |
Springfield |
Tinicum |
Upper Makefield |
Upper Southampton |
Warminster |
Warrington |
Warwick |
West Rockhill |
Wrightstown 

### Lugares designados por el censo
Brittany Farms-Highlands |
Churchville |
Cornwells Heights |
Cornwells Heights-Eddington (Histórico) |
Croydon |
Eddington |
Fairless Hills |
Feasterville |
Feasterville-Trevose (Histórico) |
Levittown |
Milford Square |
Newtown Grant |
Richboro |
Spinnerstown |
Village Shires |
Warminster Heights |
Woodbourne |
Woodside 

### Áreas no incorporadas
Carversville |
Centre Bridge |
Erwinna |
Fallsington |
Holland |
Lahaska |
Lumberville |
Oakford |
Penns Park |
Pineville |
Point Pleasant |
Plumsteadville |
Southampton |
The Devil's Half-Acre |
Uhlerstown |
Upper Black Eddy |
Washington Crossing |
Wycombe 